# Vitaly Anikeyenko
Vitaly Sergeyevitsj Anikeyenko (Russisch: Виталий Сергеевич Аникеенко) (Kiev, 2 januari 1987 – Jaroslavl, 7 september 2011) was een Oekraïens ijshockeyer. Hij speelde sinds het begin van zijn professionele carrière in 2005 voor Lokomotiv Jaroslavl, met uitzondering van een half seizoen in 2007 toen hij bij Metalloerg Novokoeznetsk speelde.
Op 7 september 2011 was Anikeyenko een van de inzittenden van Jak-Service-vlucht 9633, een chartervlucht die neerstortte tijdens het opstijgen.